# Lungenreifung
Als Lungenreifung bezeichnet man den Vorgang der funktionellen Entwicklung der Lungen. Sie findet vor der Geburt statt und ist Voraussetzung für das Einsetzen der Lungenatmung unmittelbar nach der Geburt. Störungen der Lungenreifung führen zum Ersticken nach der Geburt, problematisch ist die Lungenreifung vor allem bei Frühgeborenen.

## Ablauf
Nach der embryonalen Anlage der Lunge ist diese zunächst ein solides Gewebe, das sich etwa in der 8. Schwangerschaftswoche (SSW) in ein an Drüsengewebe erinnerndes (pseudoglanduläres) Gewebe differenziert. Dabei bildet sich ein zunächst undifferenziertes, kubisches Epithel. Etwa mit der 16. SSW bilden sich im Lungengewebe Gänge (kanalikuläres Stadium) und etwa ab der 22. SSW differenzieren sich die Epithelzellen zu den Typ-1- und Typ-2-Pneumozyten. In der 27. SSW entstehen die ersten Säckchen (sakkuläres Stadium), die die Vorstufen der Lungenbläschen darstellen. Die Typ-2-Pneumozyten bilden etwa ab der 28. SSW das Surfactant, eine oberflächenaktive Substanz, welches für die Entfaltung der Lungenbläschen von entscheidender Bedeutung ist.
Gesteuert wird die Lungenreifung vor allem durch Glucocorticoide. Darüber hinaus beeinflussen Schilddrüsenhormone, Insulin und Estrogene diesen Vorgang.

## Medikamentöse Beeinflussung der Lungenreifung
Mit den ersten fetalen Atembewegungen gelangt Surfactant auch in das Fruchtwasser, so dass über eine Analyse des Fruchtwassers der Status der Lungenreifung eingeschätzt werden kann.
Die Verabreichung von Glucocorticoiden und Schilddrüsenhormonen fördert die Lungenreifung und die Bildung von Surfactant. Zudem ist es heute möglich, über Lungenspülung gewonnenes oder synthetisch hergestelltes Surfactant an Frühgeborene mit Atemnotsyndrom zu verabreichen.

## Nebenwirkungen
Eine neue Studie bringt die Lungenreife mit Corticosteroiden mit späteren mentalen Auffälligkeiten und ADHS in Zusammenhang. Dies passt auch zu den Ergebnissen die zeigen, dass pränatale Steroide die Gehirnentwicklung der Kinder verändern. Eine andere Studie zeigte, dass mehrmalige Steroid-Gaben im 14-Tages-Rhythmus keine Verbesserung der Lungenreifung, sondern fetale Wachstumsstörungen hervorrufen, so dass dieses Behandlungsschema nicht mehr empfohlen wird.